# Otto Brunner
Pour les articles homonymes, voir Brunner.
Otto Brunner (21 avril 1898 à Mödling, Basse-Autriche  –  12 juin 1982 à Hambourg) est un historien autrichien surtout connu pour ses travaux sur l'histoire sociale européenne du Moyen Âge tardif et des débuts de l'Europe moderne.
Ses recherches ont rompu avec les formes traditionnelles d'histoire politique et sociale pratiquées dans les universités allemandes et autrichiennes à la fin du XIXe siècle et au début du XXe siècle, proposant à sa place un nouveau modèle d'histoire sociale éclairé par l'attention portée aux valeurs culturelles « folkloriques », en particulier en ce qui concerne la violence politique et les idées de seigneurie et de leadership.
Il enseigne à l'Université de Vienne et plus tard à l'Université de Hambourg. De 1940 à 1945, il est également directeur de l'Institut de recherche historique autrichienne (Institut für österreichische Geschichtsforschung) à Vienne, une prestigieuse école d'archives et d'études historiques.

## Vues et œuvres historiques
Brunner est l'un des médiévistes allemands les plus importants du XXe siècle, mais son héritage en tant qu'historien dans l'Autriche et l'Allemagne d'après-guerre a été controversé. Avec de nombreux universitaires autrichiens conservateurs dans les années 1920 et 1930, Brunner embrassa la politique pan-germaniste et accueillit favorablement l'Anschluss. Il tenta de rejoindre le parti nazi en 1938, bien que sa candidature ait été retardée jusqu'en 1941 - les nazis avaient tendance à se méfier de ceux qui se précipitaient pour `` prendre le train en marche '' et n'offraient l'adhésion au parti à part entière qu'à ceux qui faisaient preuve tôt, d'un engagement exceptionnel, à la cause national-socialiste. Néanmoins, le livre de 1939 de Brunner Land und Herrschaft (Terre et Seigneurie) a été accueilli comme une contribution fondamentale à une "nouvelle" historiographie allemande valorisant le rôle historique du "folk" (Volk), la communauté raciale et ethnique germanique dont la citoyenneté et l'esprit étaient incarnés par les nazis prétendaient-ils. Dans le livre, il fait valoir que l'idée d'une «terre» - une région historiquement et culturellement distincte au sein de l'ensemble impérial médiéval plus large - n'était pas simplement une invention de la loi féodale, mais une excroissance de revendications plus organiques et culturellement complexes de pouvoir (Herrschaft) reposant sur l'idée d'un régime patriarcal sur une maison et ses membres (Hausherrschaft), ainsi que sur celle d'un chef sur sa bande de guerriers (Gefolgschaftsrecht). Ces traditions, faisait valoir Brunner, étaient des aspects fondamentaux de la conscience populaire et de la vie sociale germaniques et jouèrent un rôle clé dans la façon dont fut modelée l'histoire des terres allemandes. Il a vivement critiqué les approches contemporaines de l'histoire qui considéraient les institutions et les pratiques juridiques médiévales comme des prédécesseurs primitifs d'une forme supposée plus avancée de communauté politique, à savoir l'État-nation constitutionnel. La dévaluation radicale de l'idée de libéralisme politique et de la centralité de l'État-nation démocratique peut également être trouvée dans les écrits du théoricien du droit fasciste Carl Schmitt, dont Brunner suivit de près le travail et qu'il cita dans ses livres.
Bien que ses efforts intellectuels aient été clairement alignés sur ceux des nazis, Brunner n'était apparemment pas personnellement antisémite et a même utilisé ses propres ressources et relations politiques pendant la guerre pour protéger la mère d'un collègue, Erich Zöllner, qui, partiellement juive risquait la déportation.
En raison de ses affiliations politiques, Brunner fut contraint de quitter son poste universitaire en 1945 et travailla pendant un certain nombre d'années en tant que chercheur indépendant avant de succéder à Hermann Aubin, un spécialiste de l'histoire de l'Europe de l'Est, avec des sympathies politiques notablement similaires, à la chaire d'histoire médiévale à Hambourg en 1954. Dans la période d'après-guerre, Brunner continua à écrire sur l'histoire sociale médiévale et du début de l'époque moderne. Land und Herrschaft est resté un texte standard en Allemagne pour l'histoire de l'organisation sociale médiévale d'un point de vue culturel. En 1949, Brunner publie son deuxième ouvrage reconnu, Adeliges Landleben und Europäischer Geist (La vie rurale noble et l'esprit européen), une biographie très originale du baron autrichien Wolf Helmhard von Hohberg (1612-1688) qui met en lumière les valeurs culturelles et intellectuelles communes de la noblesse européenne au début de la période moderne. Il a également produit un recueil d'essais, Neue Wege der Verfassungs- und Sozialgeschichte (Nouvelles voies de l'histoire constitutionnelle et sociale, 1956) qui présentait certaines des idées de Land und Herrschaft sous une forme modifiée et tentait d'offrir une notion élargie de l’histoire européenne comme base d’une nouvelle culture globale.
Brunner a également contribué, avec Werner Conze et Reinhart Koselleck, à un ouvrage encyclopédique majeur, Geschichtliche Grundbegriffe, ou Fundamental Concepts in History, qui contribua à façonner une nouvelle discipline, celle de l'histoire conceptuelle. L'histoire conceptuelle traite de l'évolution des paradigmes et des systèmes de valeurs, comme la «liberté» ou la «réforme». Brunner, avec ses collègues, croyait que l'histoire sociale - en fait toute réflexion historique - doit commencer par une compréhension des valeurs et des pratiques culturelles historiquement contingentes dans leurs contextes particuliers au cours du temps.

## Héritage et controverse
Brunner, avec des historiens comme Karl Bosl, Walter Schlesinger, Theodor Schieder et Werner Conze - tous des soutiens ou sympathisants du nazisme avant et pendant la guerre - dominèrent la théorie et l'enseignement de l'histoire sociale médiévale dans l'Allemagne et de l'Autriche d'après-guerre. Quelques chercheurs, comme le médiéviste tchèque František Graus, ont tenté de soulever des questions sur les implications idéologiques de leurs méthodes et théories, ainsi que sur la durabilité de certaines de leurs interprétations historiques, mais n'ont pas réussi à les déplacer réellement de leur position prééminente dans le milieu académique. Plus récemment, le médiéviste israélien Gadi Algazi a émis une critique majeure contre les théories de Brunner, accusant Brunner de lire ses sources à travers une lentille fasciste et que ses livres étaient clairement destinés à soutenir une vision nazie de l'histoire culturelle. D'autres, comme l'historien de Göttingen Otto Gerhard Oexle, ont soutenu que le travail de Brunner devrait être compris dans le contexte plus large des attitudes historiques des années 1920 et 1930 et pas simplement rejeté comme propagande nazie. L'historienne Hanna Skoda a déclaré que «ses propres opinions politiques sont incompatibles avec une volonté historiographique de prendre ses conclusions très au sérieux».
Otto Brunner est décédé en 1982 alors qu'il exerçait encore comme professeur émérite d'histoire médiévale à Hambourg.

## Œuvres majeures d'Otto Brunner
1. Land and Lordship: Structures of Governance in Medieval Austria, trad. Howard Kaminsky et James Van Horn Melton (Philadelphie: University of Pennsylvania Press, 1992). Publié à l'origine sous le titre: Land und Herrschaft: Grundfragen der territorialen Verfassungsgeschichte Südostdeutschlands im Mittelalter Veröffentlichungen des Instituts für Geschichtsforschung und Archivwissenschaft in Wien (Baden-bei-Wien, 1939).
2. Adeliges Landleben und europäischer Geist. Leben und Werk Wolf Helmhards von Hohberg 1612-1688 (Salzbourg: Otto Müller, 1949)
3. Abendländisches Geschichtsdenken (Hambourg: Selbstverl. D. Univ., 1954)
4. Neue Wege der Sozialgeschichte . Vorträge u. Aufsätze, (Göttingen: Vandenhoeck & Ruprecht, 1956).
5. Geschichtliche Grundbegriffe : historisches Lexikon zur politisch-sozialen Sprache in Deutschland, edd. Otto Brunner; Werner Conze; Reinhart Koselleck (Stuttgart : Klett-Cotta, 1972-1997)
6. Sozialgeschichte Europas im Mittelalter (Göttingen: Vandenhoeck & Ruprecht, 1978).

## Bourse récente sur Otto Brunner
1. Gadi Algazi, Herrengewalt und Gewalt der Herren im späten Mittelalter: Herrschaft, Gegenseitigkeit und Sprachgebrauch . (Francfort-sur-le-Main / New York: Campus, 1996).
2. František Graus, «Verfassungsgeschichte des Mittelalters», Historische Zeitschrift 243 (1986), pp.   529–590.
3. Otto Gerhard Oexle, «Sozialgeschichte - Begriffsgeschichte - Wissenschaftsgeschichte. Anmerkungen zum Werk Otto Brunners », Vierteljahresschrift für Sozial- und Wirtschaftsgeschichte 71 (1983), pp.   305–341.
4. James Van Horn Melton, «From Folk History to Structural History: Otto Brunner (1898-1982) and the Radical-Conservative Roots of German Social History», in Hartmut Lehmann et James Van Horn Melton, eds., Paths of Continuity: Central European Historiographie des années 1930 aux années 1950 (Cambridge: Cambridge University Press, 1994), pp.   263–292.
5. Peter N. Miller, «Nazis et néo-stoïciens: Otto Brunner et Gerhard Oestreich avant et après la Seconde Guerre mondiale», Past and Present 176 (2002), pp.   144-186

6. Konstantin Langmeier, La terre comme communauté d'honneur, d'intérêt public et de paix: une contribution à la discussion sur la «gemeine nutzen», 2016 </ref>